# أدالبرت جوراث الابن
أدالبرت جوراث الابن (مواليد 28 أبريل 1942) هو مبارز بالسيف روماني، مثّل بلاده في الألعاب الأولمبية الصيفية 1960.

## روابط خارجية
أدالبرت جوراث الابن على موقع أوليمبيديا (الإنجليزية)